# 西塘河 (宁波)
西塘河，又名后塘河，是浙江省宁波市内河水网中的一条人工河，属于鄞西（海曙）河网。河流水源为余姚大雷山，自碶桥起称西塘河，此后在高桥与大西坝河汇合，在望春桥与中塘河汇合，最终于西成桥东侧注入宁波老城护城河。河流全长13.18公里，平均水深3.12米。西塘河是浙东运河进入宁波府的最后一段河道。历史上，西塘河两岸商贸繁华，明代朝鲜官员崔溥在其《漂海录》中记叙他经过宁波城西门（望京门）经过后塘河的景象，“江之两岸，市肆、舸舰纷集如云”。中山路（部分路段为 318省道一部分）沿西塘河布置，宁波轨道交通1号线高桥站至西门口站的轨道也沿西塘河布置。